# Дидципела
Дидципела (груз. დიდწიფელა) — село в Грузии, на территории Зестафонского муниципалитета края (мхаре) Имеретия.

## География
Село находится в западной части Грузии, к западу от реки Квирилы, на расстоянии приблизительно 13 километров (по прямой) к северо-востоку от города Зестафони, административного центра муниципалитета. Абсолютная высота — 506 метров над уровнем моря.

## Население
По результатам официальной переписи населения 2014 года, в Дидципеле проживало 63 человека (34 мужчины и 29 женщин). В национальной структуре населения грузины составляли 100 %.
| Год  | Население, человек |
| ---- | ------------------ |
| 2002 | 128                |
| 2014 | ↘ 63               |